# Марк Минуций Авгурин
Марк Минуций Авгурин (на латински: Marcus Minucius Augurinus) e римски политик от ранната Римска република.
Той е от патрицианския клон Авгурин на gens Минуции. Брат е на Публий Минуций Авгурин (консул 492 пр.н.е.).
Марк e консул през 497 и 491 пр.н.е. Негов колега и двете години е Авъл Семпроний Атрацин. През първия си консулат Марк освещава с колегата си храм на бог Сатурн на Форум Романум и подарява нужните сатурнали.